# Heinolan Peliitat
Heinolan Peliitat ist ein 1983 gegründeter finnischer Eishockeyklub aus Heinola. Die Mannschaft spielt in der Mestis und trägt ihre Heimspiele in der Versowood Areena aus.

## Geschichte
Der Verein wurde im Jahr 1983 als Heinolan Peliitat gegründet. Sechs Jahre später änderte das Team seinen Namen in Heinolan Kiekko (HeKi), ehe man 2011 zum ursprünglichen Namen zurückkehrte. Die Mannschaft nahm in der Saison 1983/84 den Spielbetrieb in der I-divisioona, der damals zweithöchsten finnischen Spielklasse, auf. In dieser konnte sich die Mannschaft zunächst etablieren, ehe sie in der Saison 1986/87 als Tabellenletzter abstieg. Nach dem direkten Wiederaufstieg stieg das Team in der Saison 1988/89 erneut in die drittklassige II-divisioona ab.
Ab der Saison 2000/01 nahm HeKi an der neuen dritten Spielklasse, der Suomi-sarja, teil. Seit 2006 spielte die Mannschaft durchgehend in der zweitklassigen Mestis.

## Bekannte Spieler
- Roland Hofer
- Niko Hovinen
- Toni Kirén
- Mikko Kousa
- Lauri Lahesalu